# Torisashi

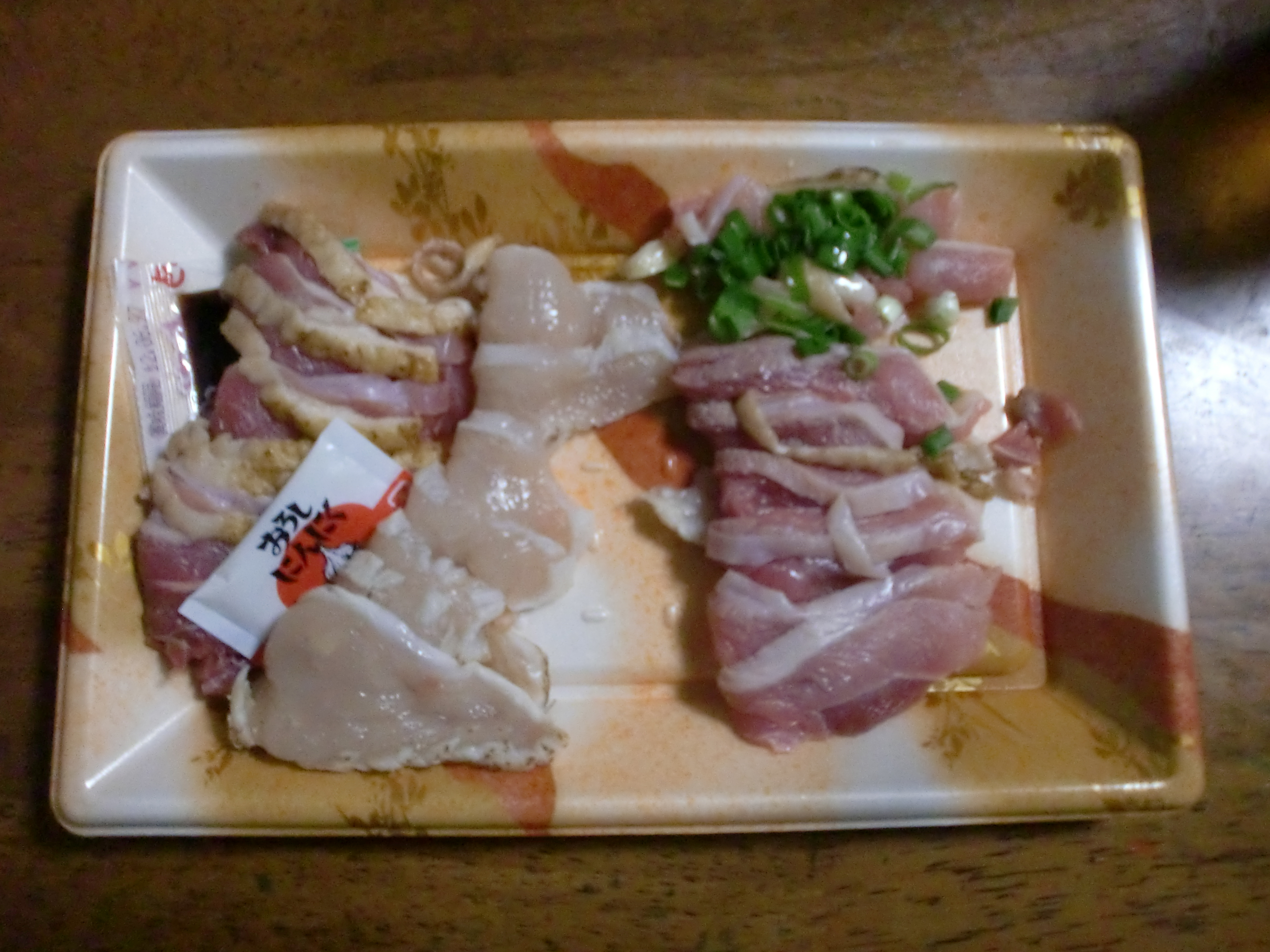
Torisashi

Torisashi là một món ăn Nhật Bản với nguyên liệu là ức gà sống thái lát mỏng. Nếu thịt gà đã được nướng sơ thì món ăn đó sẽ được gọi là toriwasa .  Món này thường được ăn với sumiso nhưng cũng có thể ăn với nước tương và wasabi như các loại sashimi khác.